# Álbuns número um na Billboard 200 em 2019

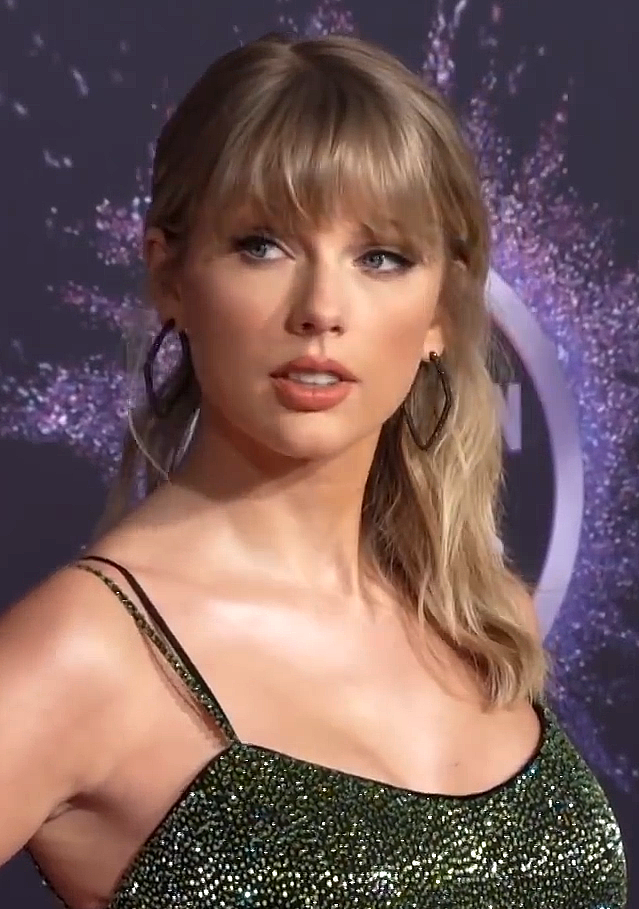
Com Lover, Taylor Swift obteve a melhor semana de vendas do ano, e conquistou seu sexto álbum número um na parada americana.

A lista dos álbuns que alcançaram a primeira posição na Billboard 200 em 2019 é realizada através de dados recolhidos pela Nielsen Music, que baseia-se nas vendas físicas, digitais e streaming dos discos a cada semana nos Estados Unidos, e publicados pela revista Billboard.
Em 2019, muitos artistas conquistaram pela primeira vez um álbum número um, incluindo: 21 Savage, A Boogie wit da Hoodie, Hozier, Juice Wrld, Nav, Billie Eilish, Khalid, Tyler, the Creator, The Raconteurs, Young Thug, Luke Combs, DaBaby, SuperM, YoungBoy Never Broke Again, Trippie Redd e Roddy Ricch. O ano também trouxe de volta artistas que há muito tempo não ocupavam a primeira posição da tabela: a banda Tool lançou seu primeiro álbum número um em 13 anos, Jonas Brothers seu primeiro em 10. O Backstreet Boys retornou após 6 anos sem lançamentos e conquistou sua primeira liderança desde 2000, e Celine Dion sua primeira desde 2002. 
Lover, o sétimo álbum de estúdio de Taylor Swift, foi sua sexta estreia consecutiva no topo da parada. Taylor se tornou a segunda artista feminina com mais estreias em primeiro lugar, e todas as dezoito faixas de seu álbum estrearam na Billboard Hot 100, estabelecendo o recorde de maior número de canções de um mesmo álbum feminino a entrarem simultaneamente na parada. When We All Fall Asleep, Where Do We Go?, primeiro álbum de estúdio de Billie Eilish, foi o mais vendido do ano. O quinto álbum de Ariana Grande, Thank U, Next, teve a melhor semana de streaming por um álbum pop. 
Totalizando cinco semanas, Hollywood's Bleeding, de Post Malone, foi o álbum que passou mais tempo na liderança ao longo do ano. O projeto gospel do rapper Kanye West estreou na liderança com 264 mil cópias. Com um álbum de colaborações que incluem Cardi B, Justin Bieber e Bruno Mars, Ed Sheeran passou duas semanas em primeiro lugar. Impulsionada por suas vitórias nas premiações cinematográficas, A Star Is Born retornou à liderança da tabela, sendo, juntamente com Frozen 2, as únicas trilhas sonoras a atingirem o topo da parada em 2019.

## Histórico

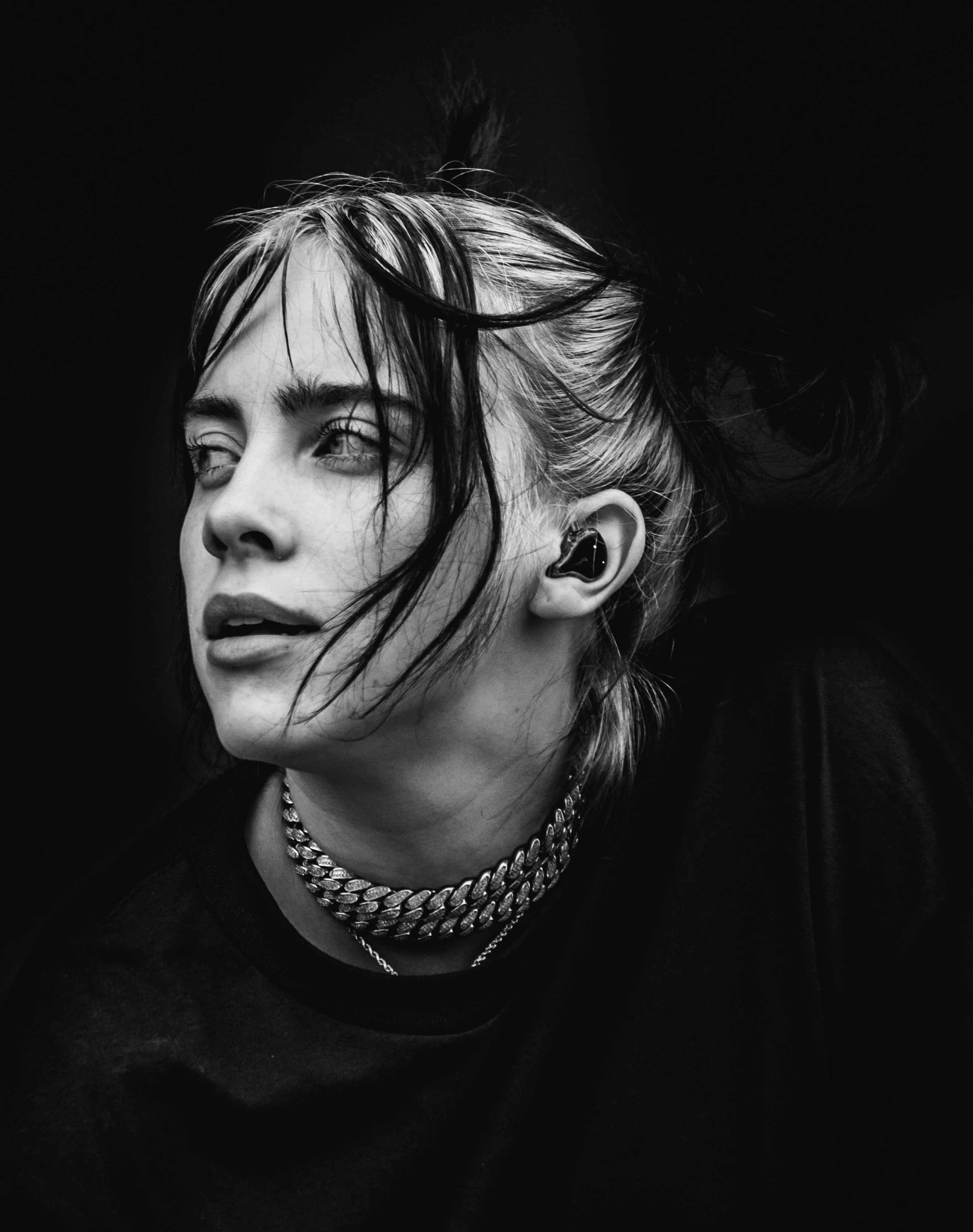
Billie Eilish foi a primeira artista nascida no século 21 a ocupar a liderança da tabela, e obteve o disco mais vendido do ano com seu álbum de estreia When We All Fall Asleep, Where Do We Go?.

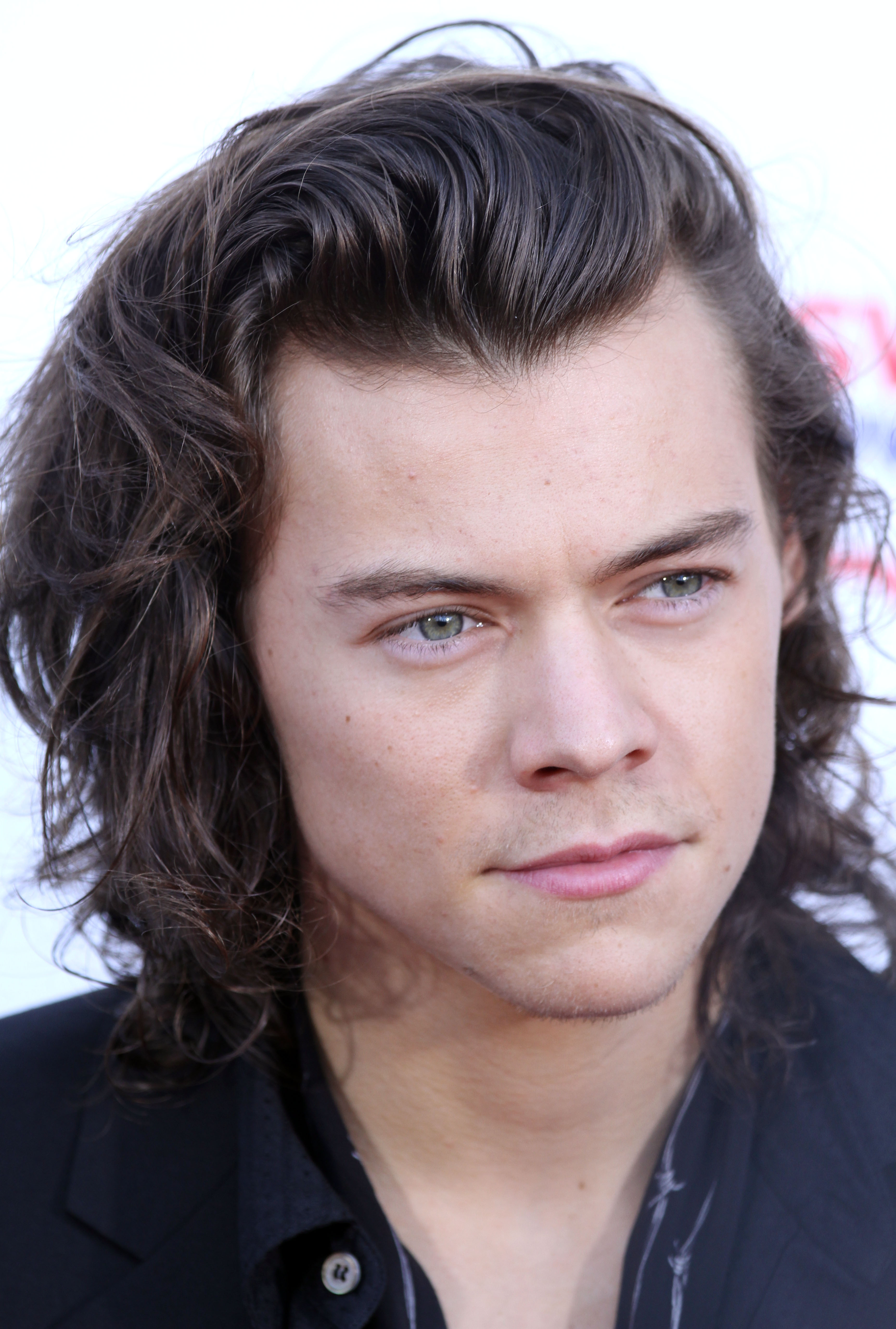
Ao debutar com 478 mil cópias, Fine Line rendeu a Harry Styles sua segunda estreia no topo do Billboard 200.

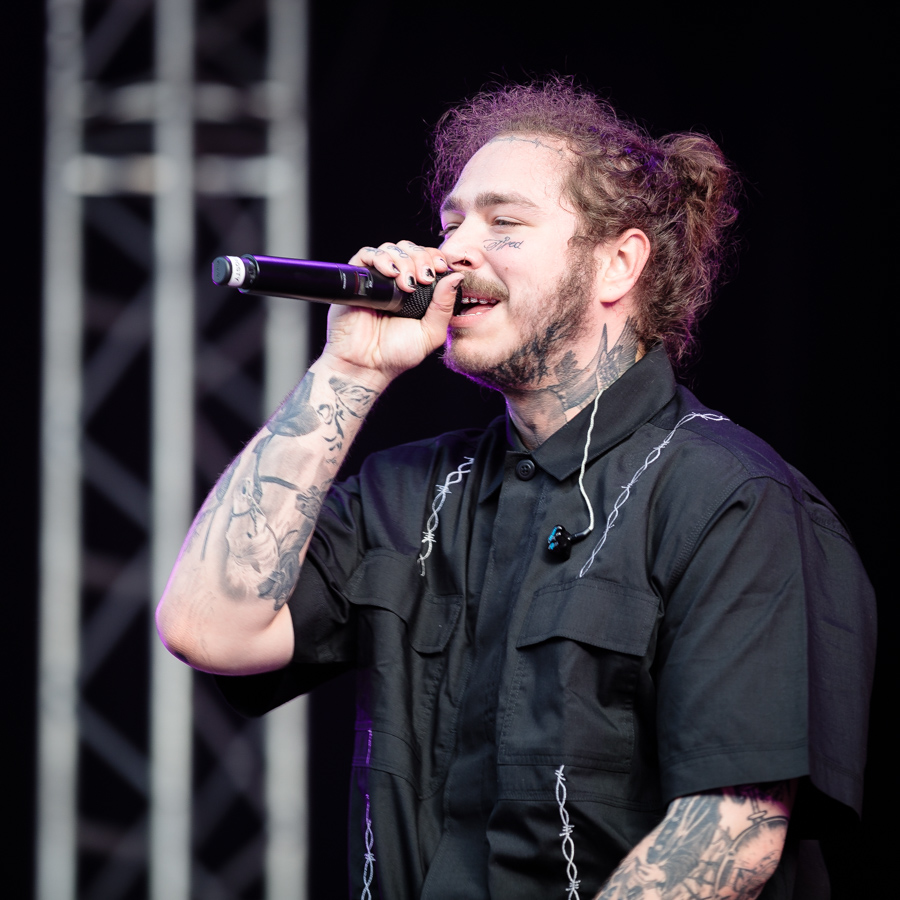
Post Malone teve o álbum com mais semanas em número um do ano com Hollywood's Bleeding, liderando a tabela por cinco semanas não consecutivas.

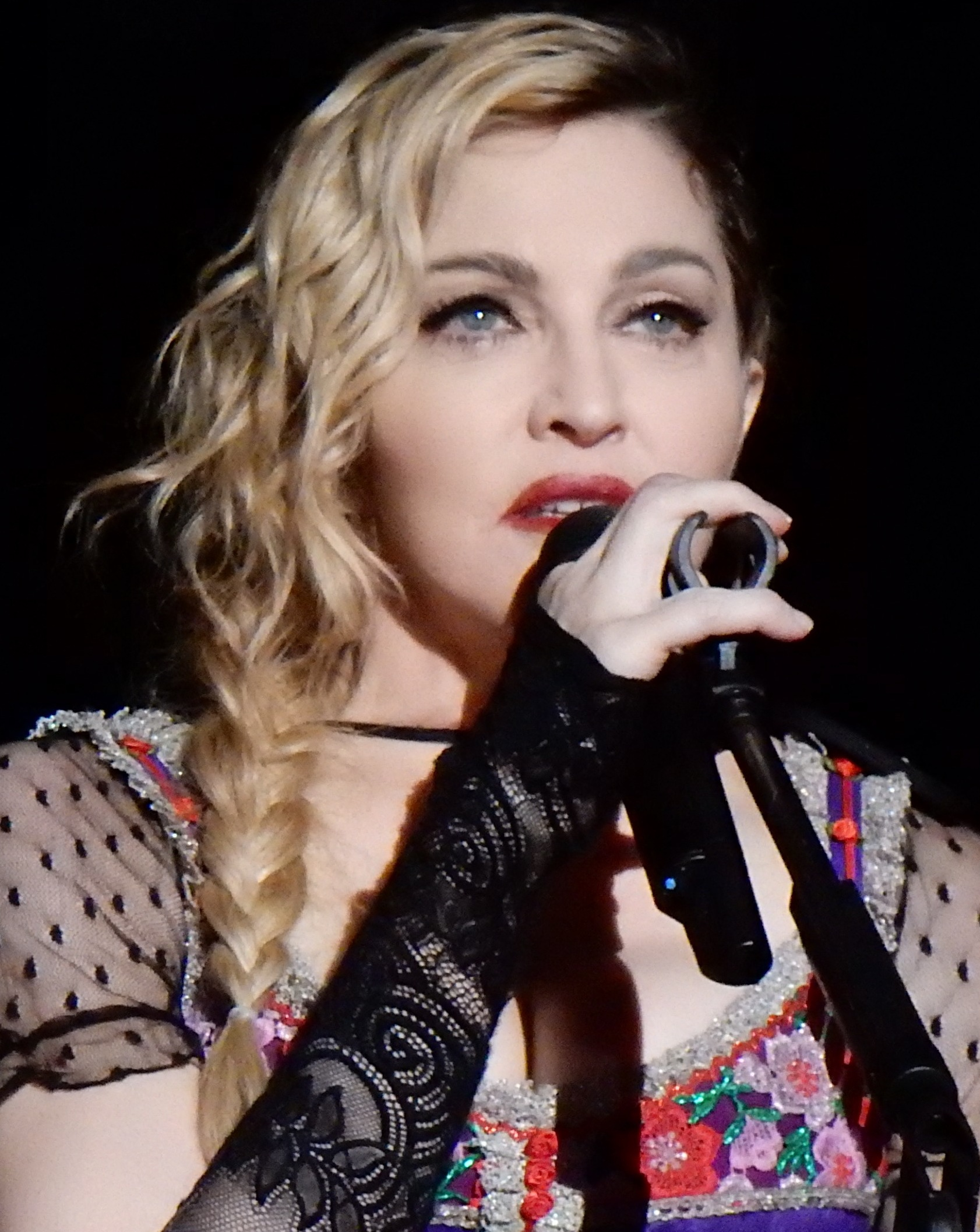
Madonna voltou a estrear no topo da tabela com seu décimo-quarto álbum de estúdio, Madame X, sendo esse seu nono lançamento a alcançar a liderança.

| † | Indica o álbum com melhor desempenho em 2019. |

| Data            | Álbum                                      | Artista(s)                 | Vendas aproximadas | Referência |
| --------------- | ------------------------------------------ | -------------------------- | ------------------ | ---------- |
| 5 de janeiro    | I Am > I Was                               | 21 Savage                  | 131 mil            | [ 2 ]      |
| 12 de janeiro   | I Am > I Was                               | 21 Savage                  | 65 mil             | [ 3 ]      |
| 19 de janeiro   | Hoodie SZN                                 | A Boogie wit da Hoodie     | 58 mil             | [ 4 ]      |
| 26 de janeiro   | Hoodie SZN                                 | A Boogie wit da Hoodie     | 56 mil             | [ 5 ]      |
| 2 de fevereiro  | The Wizrd                                  | Future                     | 126 mil            | [ 6 ]      |
| 9 de fevereiro  | DNA                                        | Backstreet Boys            | 234 mil            | [ 7 ]      |
| 16 de fevereiro | Hoodie SZN                                 | A Boogie wit da Hoodie     | 47 mil             | [ 8 ]      |
| 23 de fevereiro | Thank U, Next                              | Ariana Grande              | 360 mil            | [ 9 ]      |
| 2 de março      | Thank U, Next                              | Ariana Grande              | 151 mil            | [ 10 ]     |
| 9 de março      | A Star Is Born                             | Lady Gaga e Bradley Cooper | 128 mil            | [ 11 ]     |
| 16 de março     | Wasteland, Baby!                           | Hozier                     | 89 mil             | [ 12 ]     |
| 23 de março     | Death Race for Love                        | Juice WRLD                 | 165 mil            | [ 13 ]     |
| 30 de março     | Death Race for Love                        | Juice WRLD                 | 74 mil             | [ 14 ]     |
| 6 de abril      | Bad Habits                                 | NAV                        | 82 mil             | [ 15 ]     |
| 13 de abril     | When We All Fall Asleep, Where Do We Go? † | Billie Eilish              | 313 mil            | [ 16 ]     |
| 20 de abril     | Free Spirit                                | Khalid                     | 202 mil            | [ 17 ]     |
| 27 de abril     | Map of the Soul: Persona                   | BTS                        | 230 mil            | [ 18 ]     |
| 4 de maio       | When We All Fall Asleep, Where Do We Go? † | Billie Eilish              | 88 mil             | [ 19 ]     |
| 11 de maio      | Hurts 2B Human                             | Pink                       | 115 mil            | [ 20 ]     |
| 18 de maio      | Father of the Bride                        | Vampire Weekend            | 125 mil            | [ 21 ]     |
| 25 de maio      | Confessions of a Dangerous Mind            | Logic                      | 80 mil             | [ 22 ]     |
| 1 de junho      | Igor                                       | Tyler, the Creator         | 165 mil            | [ 23 ]     |
| 8 de junho      | When We All Fall Asleep, Where Do We Go? † | Billie Eilish              | 62 mil             | [ 24 ]     |
| 15 de junho     | Center Point Road                          | Thomas Rhett               | 76 mil             | [ 25 ]     |
| 22 de junho     | Happiness Begins                           | Jonas Brothers             | 414 mil            | [ 26 ]     |
| 29 de junho     | Madame X                                   | Madonna                    | 95 mil             | [ 27 ]     |
| 6 de julho      | Help Us Stranger                           | The Raconteurs             | 88 mil             | [ 28 ]     |
| 13 de julho     | Indigo                                     | Chris Brown                | 108 mil            | [ 29 ]     |
| 20 de julho     | Revenge of the Dreamers III                | Dreamville and J. Cole     | 115 mil            | [ 30 ]     |
| 27 de julho     | No.6 Collaborations Project                | Ed Sheeran                 | 173 mil            | [ 31 ]     |
| 3 de agosto     | No.6 Collaborations Project                | Ed Sheeran                 | 78 mil             | [ 32 ]     |
| 10 de agosto    | The Search                                 | NF                         | 130 mil            | [ 33 ]     |
| 17 de agosto    | Care Package                               | Drake                      | 109 mil            | [ 34 ]     |
| 24 de agosto    | We Are Not Your Kind                       | Slipknot                   | 118 mil            | [ 35 ]     |
| 31 de agosto    | So Much Fun                                | Young Thug                 | 131 mil            | [ 36 ]     |
| 7 de setembro   | Lover                                      | Taylor Swift               | 867 mil            | [ 37 ]     |
| 14 de setembro  | Fear Inoculum                              | Tool                       | 270 mil            | [ 38 ]     |
| 21 de setembro  | Hollywood's Bleeding                       | Post Malone                | 489 mil            | [ 39 ]     |
| 28 de setembro  | Hollywood's Bleeding                       | Post Malone                | 198 mil            | [ 40 ]     |
| 5 de outubro    | Hollywood's Bleeding                       | Post Malone                | 149 mil            | [ 41 ]     |
| 12 de outubro   | Kirk                                       | DaBaby                     | 145 mil            | [ 42 ]     |
| 19 de outubro   | SuperM - The 1st Mini Album                | SuperM                     | 168 mil            | [ 43 ]     |
| 26 de outubro   | AI YoungBoy 2                              | YoungBoy Never Broke Again | 110 mil            | [ 44 ]     |
| 2 de novembro   | Hollywood's Bleeding                       | Post Malone                | 93 mil             | [ 45 ]     |
| 9 de novembro   | Jesus Is King                              | Kanye West                 | 264 mil            | [ 46 ]     |
| 16 de novembro  | Hollywood's Bleeding                       | Post Malone                | 78 mil             | [ 47 ]     |
| 23 de novembro  | What You See Is What You Get               | Luke Combs                 | 172 mil            | [ 48 ]     |
| 30 de novembro  | Courage                                    | Celine Dion                | 113 mil            | [ 49 ]     |
| 7 de dezembro   | A Love Letter to You 4                     | Trippie Redd               | 104 mil            | [ 50 ]     |
| 14 de dezembro  | Frozen 2                                   | Vários artistas            | 80 mil             | [ 51 ]     |
| 21 de dezembro  | Please Excuse Me for Being Antisocial      | Roddy Ricch                | 101 mil            | [ 52 ]     |
| 28 de dezembro  | Fine Line                                  | Harry Styles               | 478 mil            | [ 53 ]     |